# Metropolitan Miami

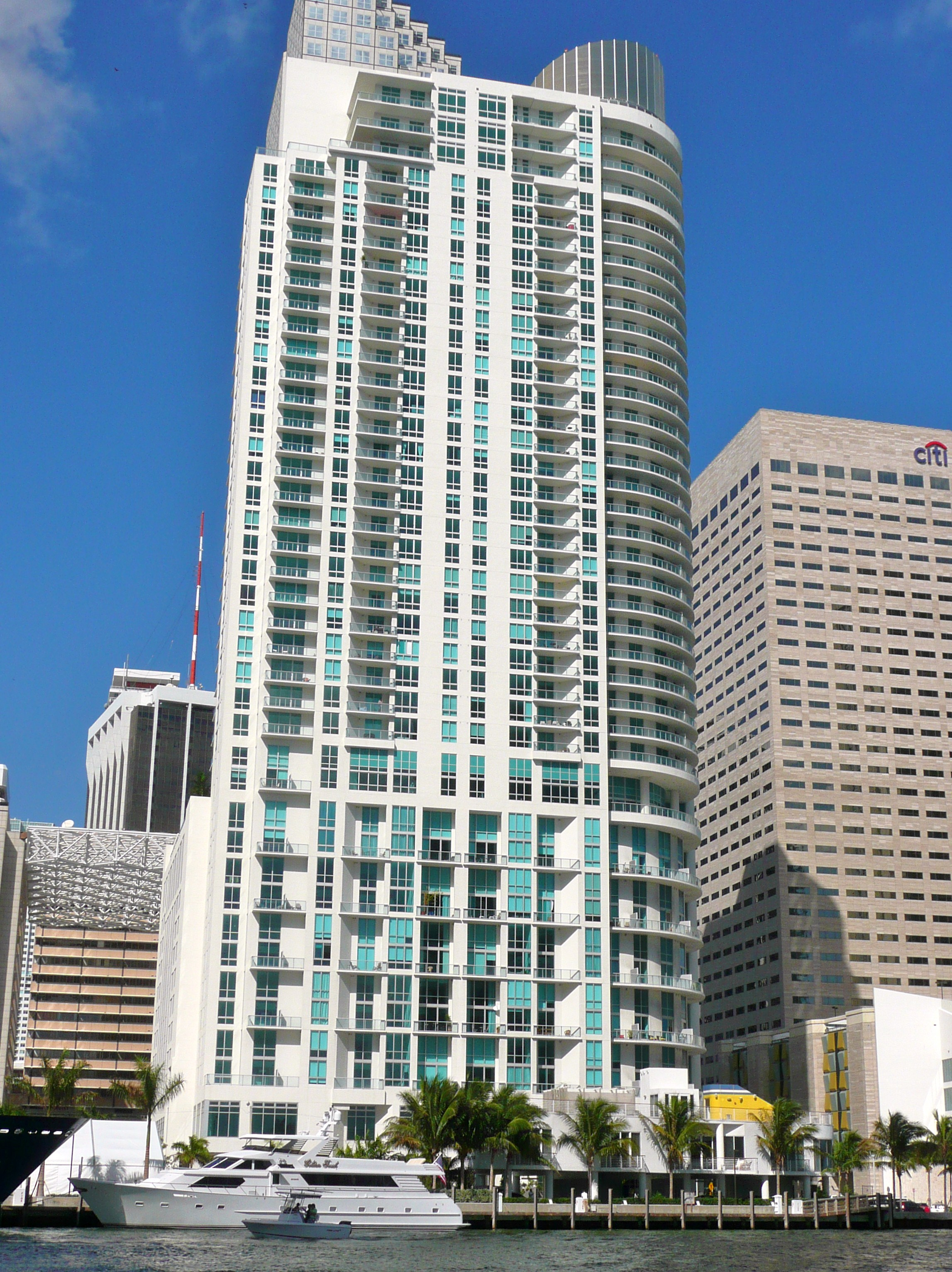
Met 1

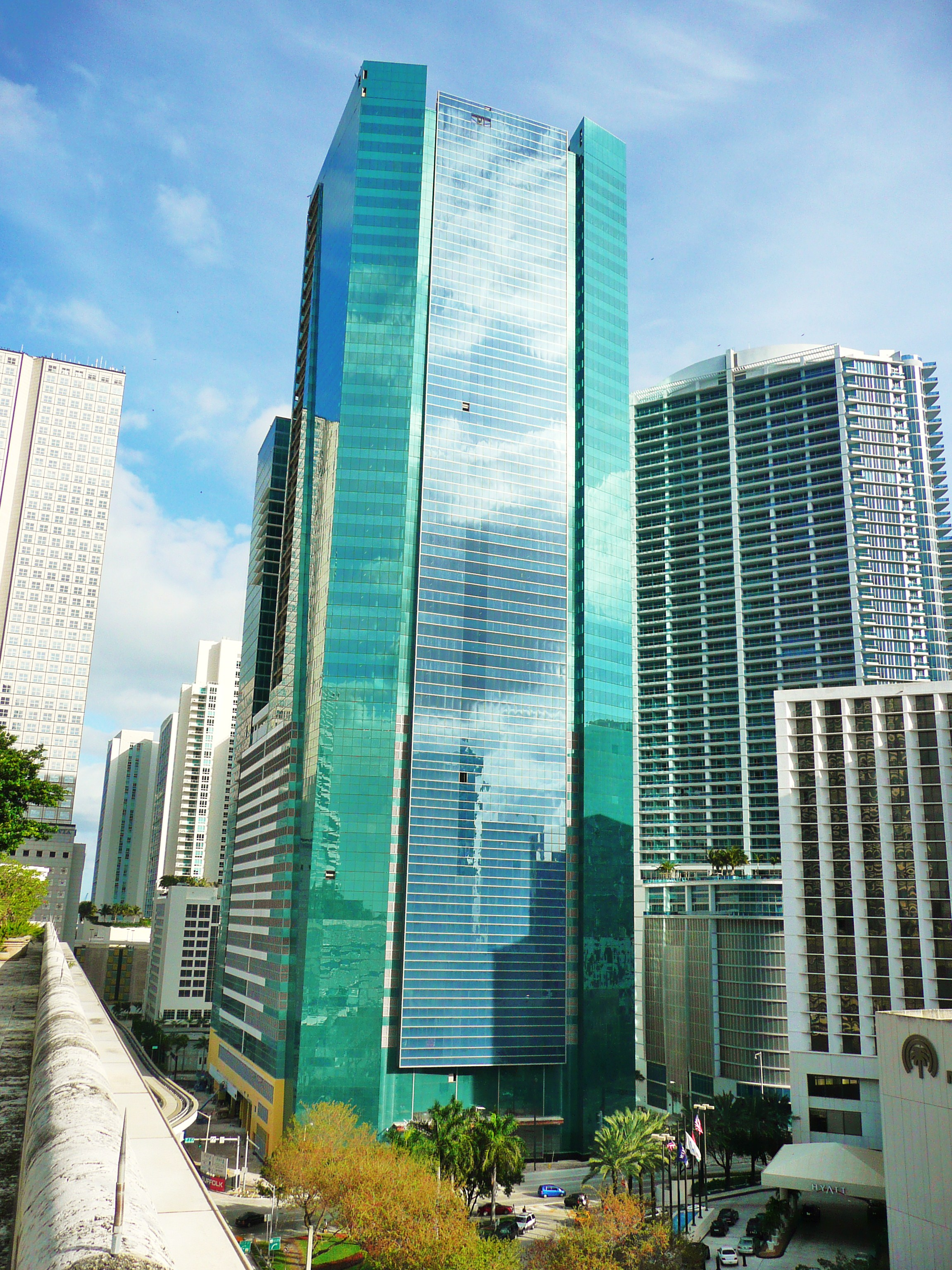
Met 2

Metropolitan Miami ist der Name eines Gebäudekomplexes in Miami. Der Komplex besteht aus zwei vollendeten Gebäuden sowie einem weiteren, dessen Bau geplant ist. Die Gebäude haben die Namen Met 1, Met 2 und Met 3. Die Einzelgebäude besitzen unterschiedliche Nutzungen.

## Die Einzelgebäude

### Met 1
Met 1 wurde bereits im Jahr 2007 fertiggestellt und hat eine Höhe von 134 Metern. Er verfügt über 40 Stockwerke, die vollständig für Wohnungen genutzt werden.

### Met 2
197 Meter hoch ist Met 2. Bereits im Jahr 2005 wurde das Bauprojekt der Öffentlichkeit vorgestellt. Im Jahr 2007 wurden die Bauarbeiten an dem Turm begonnen, die nach drei Jahren im Jahr 2010 abgeschlossen wurden. Mit 197 Metern und 47 Stockwerken ist er das siebthöchste Gebäude der Stadt. Die 47 Stockwerke des Wolkenkratzers bieten eine nutzbare Fläche von etwa 60.000 Quadratmetern für Büros. 
Die Adresse lautet 255 Biscayne Boulevard Way Miami, FL.

### Met 3
Mit einer Höhe von 252 Metern soll Met 3 eines der höchsten Gebäude der Stadt werden. Er würde auch das aktuell höchste Gebäude Miamis, das 240 Meter hohe Four Seasons Hotel & Tower überragen. Identisch wie bei Met 1 soll auch dieses Gebäude für Wohnungen genutzt werden. Die Anzahl der Etagen wird 76 betragen. Mit dem Stand von 2012 war das Gebäude noch in der Planungsphase. Seither wurden jedoch keine weiteren Planungs- und Baudetails mehr bekannt.

## Archäologische Funde
Die Umsetzung der 3. Phase wurde verzögert, als unter einem bisherigen Parkplatz ein rund 2000 Jahre altes Dorf der Tequesta gefunden wurde, das als einer der wichtigsten archäologischen Funde der Vereinigten Staaten bezeichnet wird. Das Gebiet war seit langem als potentielle archäologische Zone ausgewiesen, weshalb der Projektentwickler eine archäologische Untersuchung vornehmen musste. 
Dabei kamen bislang (Stand Februar 2014) Pfostenlöcher von acht großen Rundbauten an die Oberfläche, sowie verbindende Strukturen und über 1000 Artefakte verschiedener Arten. Zudem wurden auf dem Bauplatz ein Brunnen und Artefakte von Fort Dallas gefunden, einem Fort aus den Seminolenkriegen des 19. Jahrhunderts und Fundamente des Royal Palm Hotels von Henry Morrison Flagler, von dem die Stadtgründung von Miami ausging.
Der Bauentwickler der MDM Development Group überlegt zusammen mit der Stadt und dem County, ob und wie die Funde ganz oder teilweise geschützt werden können. Florida hält den Fund für ausreichend bedeutend für eine Ausweisung als National Historic Landmark, Beteiligte sprechen inzwischen auch von einem potentiellen UNESCO-Welterbe.
Eine ähnliche Fundstelle auf dem gegenüberliegenden, südlichen Ufer des Miami Rivers ist bereits als Erinnerungsort eingerichtet.